# なの花交通バス

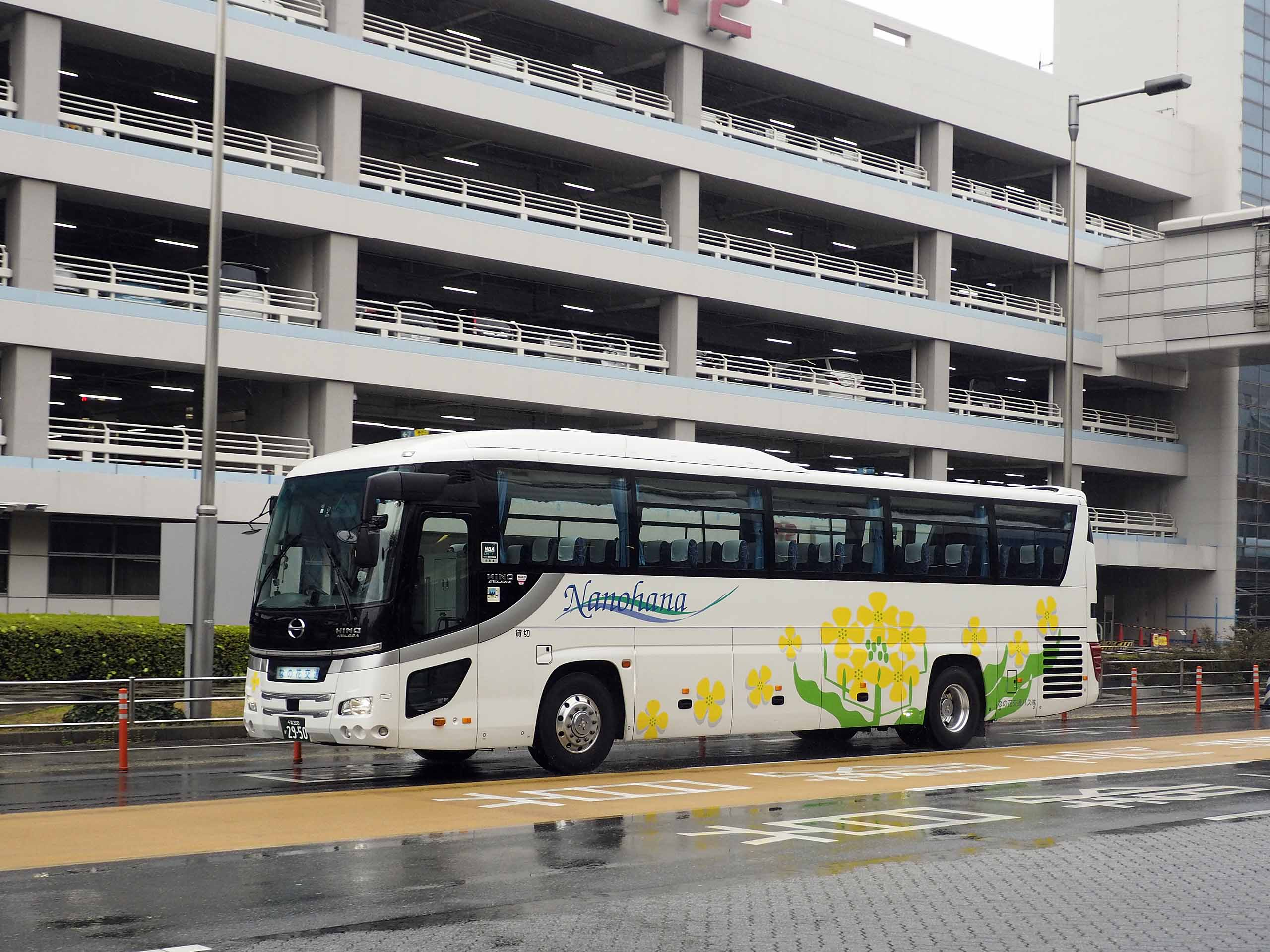
なの花交通バスの貸切バス（日野・セレガ）

なの花交通バス株式会社（なのはなこうつうバス）は千葉県を主な営業エリアとするバス会社である。公益社団法人日本バス協会の会員。2021年8月より茨城交通傘下となった。

## 概要
- 1999年（平成11年）1月設立、同年5月事業開始。
- 創業者　實川　明
- 2021年（令和3年）8月2日 - 茨城交通がなの花交通バスの全株式を取得し、茨城交通の傘下と同時にみちのりグループ入りした[1]。

## 営業所
- 千葉本社営業所
  - 千葉県佐倉市城内町247-1
  - 千葉ナンバー

- 東京港南営業所
  - 東京都港区港南5-3-27（車庫敷地は同じみちのりグループの関東自動車と共用）
  - 品川ナンバー
  - 東京営業所（品川区八潮2-8-9／東京臨海高速鉄道八潮車両基地事務所隣接地）より移転。

## 路線バス

### 六合路線
- 小林駅 - 吉高台 - 印旛日本医大駅 - 日本医大北総病院 - 印旛支所 - 瀬戸 - 岩名運動公園 - 京成佐倉駅

2015年（平成27年）11月1日、運行開始。前日まで運行していた都市交通からの移管路線である。

### 東京ひとめぐりバス

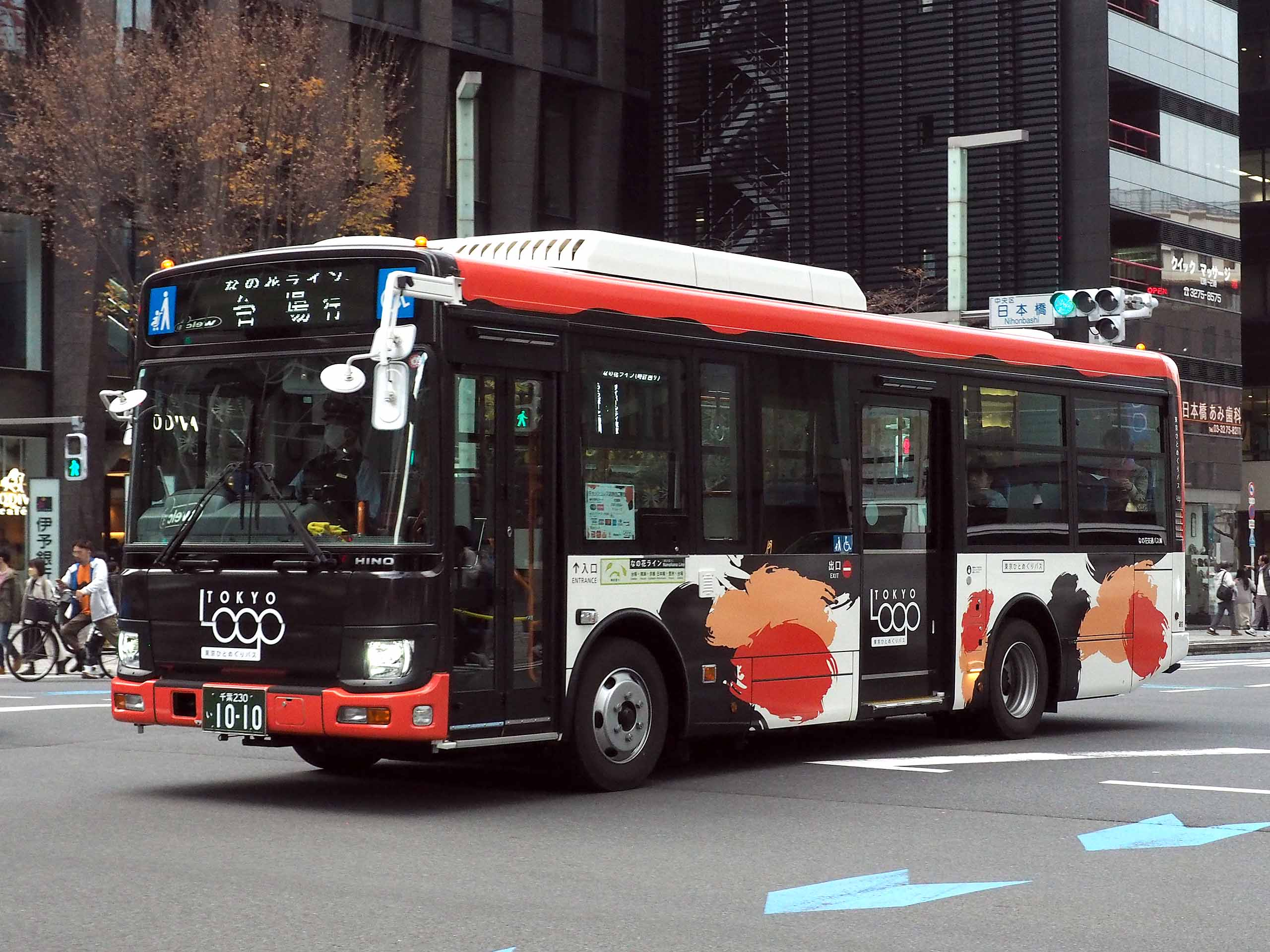
東京ひとめぐりバス（日野・レインボー）

- なの花ライン：ダイバーシティ東京プラザ → 晴海3丁目 → 東京京橋 → コレド室町 → コレド日本橋 → アーバンドック ららぽーと豊洲 → ダイバーシティ東京プラザ
- さくらライン：ダイバーシティ東京プラザ → アーバンドック ららぽーと豊洲 → コレド日本橋 → コレド室町 → 東京京橋 → 晴海3丁目 → ダイバーシティ東京プラザ

2023年（令和5年）9月23日、1年間の実証運行開始。土・日・祝日を中心に運行される。2024年（令和6年）5月26日を以て運行終了となった。

### 佐倉市コミュニティバス受託運行

#### 志津北側ルート
- 2018年（平成30年）1月31日 - 新規3路線のコミュニティバス実証運行が開始される。そのうち志津北側ルートがなの花交通バスの運行となる。
- 2019年（平成31年）1月16日 - ルート延伸及び停留所新設に伴うダイヤ改正、本格運行開始。

## 高速バス
- バスターミナル東京八重洲 - もねの里 - コメリパワー四街道店前 - なの花交通高速バス駐車場　- 京成佐倉駅南口

- - 2022年（令和4年）11月19日 - 運行開始
  - 2023年（令和5年）10月1日 - 京成佐倉駅を北口から南口に変更し、乗車扱いも開始。
  - 2024年（令和6年）4月1日 - 全便運休。

## 観光バス
- 営業区域は千葉県・東京都。

## 車両
日野自動車製が主体で日産ディーゼル製などを少数保有。
路線車
- 日野・レインボー、日野・ポンチョ、日産ディーゼル・RM、三菱ふそう・ローザ

高速車
- 三菱ふそう・エアロエース　※みちのりグループ共通カラー

貸切車
- 日野・セレガのハイデッカーや9mハイデッカーが多く、マイクロバスとして日野・リエッセII、東京営業所には小型バスの日野・ポンチョも保有する。